# Липсон, Генри
Генри (Соломон) Липсон (англ. Henry (Solomon) Lipson, 1910 — 1991) — британский физик и кристаллографик.

## Биография
Родился в еврейской семье иммигрантов из Царства Польского. Его отец был сталеваром на заводе Шоттона (англ. Shotton Steel) во Флинтшире. Его мать очень настаивала на важности образования и позаботилась о том, чтобы он посещал среднюю школу Хавардена, где он выиграл стипендию для изучения физики в Ливерпульском университете. Окончил университет с отличием в 1930 и остался в Ливерпуле, чтобы заниматься исследованиями кристаллических структур с использованием дифракции рентгеновских лучей. В дальнейшем это стало его основным исследовательским интересом, и в этом исследовании он объединился с А. С. Биверсом и обратился за советом к профессору У. Л. Брэггу (который основал крупный кристаллографический центр в Манчестере). Находясь в Ливерпуле и не имея значительного финансирования, Биверс и Липсон изготовили большую часть своего собственного оборудования и изобрели средство для вычислений, полоски Биверса-Липсона, которые широко использовались во времена, когда ещё не было компьютеров, и которые сделали их имена широко известными в этой области.
В 1936 У. Л. Брэгг пригласил переехать в Манчестер, а позже и в Теддингтон, а затем, когда стал профессором Кавендиша в 1937, и в Кембридж. В Теддингтоне в 1937 женился на Дженни Розенталь (англ. Jenny Rosenthal, 23 января 1910 — 2009). Возглавил группу кристаллографии в Кембридже и взял на себя ключевую роль в воспитании молодых учёных. Во время пребывания в Кавендише благодаря контакту с П. П. Эвальдом убедился в важности преобразования Фурье в рентгеновской кристаллографии. В 1945 перешёл в Манчестерский технологический колледж (позже Институт науки и технологий Манчестерского университета) в качестве руководителя физического факультета. Под его руководством факультет быстро стал мировым центром кристаллографических исследований, новаторских оптических подходов к дифракции рентгеновских лучей, основанных на преобразовании Фурье. В 1954 стал профессором, а в 1957 и членом Королевского общества. Являлся профессором физики Манчестерского института науки и технологий с 1954 до 1977, эмеритом. Официально вышел на пенсию в 1977, но продолжал работать.
Твёрдо верил в социальную ответственность учёных, был активным членом организации «Учёные против ядерного оружия» и дважды был президентом Манчестерского литературно-философского общества. У него было трое детей: Энн (1938 г. р.), Стивен (1941 г. р.) и Джудит (1943 г. р.). Смерть младшей дочери от лейкемии в 1990 его морально опустошила. В 1991 Липсоны были с семейным визитом в Хайфе, где их сын был профессором физики в Технионе. Там случился сердечный приступ, и он умер 26 апреля того же года.

## Публикации
- Lipson, H.; Beevers, C. A. [in английский] (1935). The crystal structure of the alums. Proceedings of the Royal Society of London. Series A, Mathematical and Physical Sciences. 148 (865): 664–680. Bibcode:1935RSPSA.148..664L. doi:10.1098/rspa.1935.0040.
- Lipson, H.; Taylor, A. (1939). Defect lattices in some ternary alloys. Proceedings of the Royal Society of London. Series A. Mathematical and Physical Sciences. 173 (953): 232–237. Bibcode:1939RSPSA.173..232L. doi:10.1098/rspa.1939.0141.
- Edwards, Olive S.; Lipson, H. (1942). Imperfections in the structure of cobalt. I. Experimental work and proposed structure. Proceedings of the Royal Society of London. Series A. Mathematical and Physical Sciences. 180 (982): 268–277. Bibcode:1942RSPSA.180..268E. doi:10.1098/rspa.1942.0039. S2CID 120675954.
- Lipson, H.; Stokes, A. R. (1942). The structure of graphite. Proceedings of the Royal Society of London. Series A. Mathematical and Physical Sciences. 181 (984): 101–105. Bibcode:1942RSPSA.181..101L. doi:10.1098/rspa.1942.0063. S2CID 138148864.
- Daniel, Vera; Lipson, H. (1943). An X-ray study of the dissociation of an alloy of copper, iron and nickel. Proceedings of the Royal Society of London. Series A. Mathematical and Physical Sciences. 181 (987): 368–378. Bibcode:1943RSPSA.181..368D. doi:10.1098/rspa.1943.0014. S2CID 96813847.
- Daniel, Vera; Lipson, H. (1944). The dissociation of an alloy of copper, iron and nickel Further X -ray work. Proceedings of the Royal Society of London. Series A. Mathematical and Physical Sciences. 182 (991): 378–387. Bibcode:1944RSPSA.182..378D. doi:10.1098/rspa.1944.0012. S2CID 97395157.
- Lipson, H. S.; Taylor, C. A. (31 августа 1961). Optical models of crystal structures. New Scientist. 11 (250): 513–517.
- Lipson, Henry. The study of metals and alloys by X-ray powder diffraction methods. — University College Cardiff Press, 1984.
- Lipson, Henry Solomon (1990). Reminiscences and discoveries, the introduction of Fourier methods into crystal-structure determination. Notes and Records of the Royal Society of London. 44 (2): 257–264. doi:10.1098/rsnr.1990.0021. S2CID 123077861.